# Gabriela Toma
Gabriela Larisa Toma (ur. 20 grudnia 1974 w Bukareszcie) – rumuńska koszykarka, występująca na pozycjach silnej skrzydłowej oraz środkowej, obecnie zawodniczka C.S.M. Târgoviște. Od 2015 roku jest także trenerką żeńskiej kadry narodowej Rumunii do lat 16.

## Osiągnięcia
Na podstawie, o ile nie zaznaczono inaczej.
Klubowe
- Mistrzyni:
  - CEWL (Central Europe Women League – 2011, 2014)
  - Rumunii (2007, 2009, 2011)
- Wicemistrzyni:
  - CEWL (2015)
  - Polski (2001, 2002, 2004)
  - Rumunii (2008, 2016)
- Brązowa medalistka mistrzostw Polski (2003, 2006)
- Zdobywczyni Pucharu Rumunii (2007–2009, 2011)
- Finalistka Pucharu Rumunii (2015)
- Uczestniczka rozgrywek Pucharu Ronchetti (1992/93, 1997/98, 2000/01)

Indywidualne
- Rumuńska MVP ligi rumuńskiej (2007 według eurobasket.com)
- Defensywna Zawodniczka Roku ligi rumuńskiej (2013 według eurobasket.com)
- Środkowa Roku ligi rumuńskiej (2007 według eurobasket.com)
- Zaliczona do (przez eurobasket.com):
  - I składu:
    - ligi rumuńskiej (2007)
    - najlepszych rumuńskich zawodniczek tamtejszej ligi (2007, 2009, 2011–2014, 2016)
    - defensywnego:
      - Eurocup (2009)
      - PLKK (2006)
      - ligi rumuńskiej (2007, 2010, 2013)

  - II składu ligi rumuńskiej (2016)
  - Honorable Mention ligi rumuńskiej (2009, 2011, 2013)
- Powołana do udziału w meczu gwiazd PLKK (2001, 2003 – nie wystąpiła)[4][5]
- Uczestniczka meczu gwiazd ligi rumuńskiej (2007, 2009, 2010, 2011)
- Liderka w blokach:
  - Eurocup (2009)
  - ligi rumuńskiej (2009, 2013)

Reprezentacja
- Uczestniczka:
  - mistrzostw Europy (2001 – 12. miejsce, 2005 – 12. miejsce, 2007 – 13. miejsce)
  - kwalifikacji do mistrzostw Europy (1999, 2003)
- Liderka Eurobasketu w blokach (2005)